# 23155 Judithblack
23155 Judithblack là một tiểu hành tinh vành đai chính với chu kỳ quỹ đạo là 1274.2979866 ngày (3.49 năm).
Nó được phát hiện ngày 4 tháng 2 năm 2000.